# Bryan Teixeira
Pour les articles homonymes, voir Teixeira.
Bryan Teixeira, né le 1er septembre 2000 à Melun en France, est un footballeur international cap-verdien qui évolue au poste d'ailier gauche au FC Magdebourg, en prêt de Sturm Graz.

## Biographie

### En club
Né à Melun en France, Bryan Teixeira joue pour le FC Fleury avant d'être formé par le Clermont Foot 63. Il commence à être intégré à l'équipe première en mai 2019. Teixeira joue son premier match en professionnel avec Clermont, le 2 novembre 2019, lors d'une rencontre de championnat contre le Le Mans FC. Il entre en jeu à la place de David Gomis et son équipe s'incline par un but à zéro.
Le 1er février 2020, il est prêté à l'US Concarneau.
Le 24 juin 2020, Bryan Teixeira est prêté pour une saison à l'US Orléans.
Le 31 août 2021, Bryan Teixeira est cette fois-ci prêté en Autriche, au SC Austria Lustenau. Il joue son premier match pour le club le 11 septembre 2021, lors d'une rencontre de championnat face au SKU Amstetten. Il entre en jeu et son équipe l'emporte par trois buts à un. Non conservé par Clermont, il reste néanmoins en Autriche dans le même club.
L'international cap-verdien est transféré au SK Sturm Graz le 7 janvier 2023 pour la somme de 1,2 million d'euros, après un début de saison convaincant, ponctué de six buts et de sept passes décisives.

### En sélection
Bryan Teixeira décide de représenter le Cap Vert. Il honore sa première sélection avec l'équipe nationale du Cap-Vert le 12 juin 2022 contre l'Équateur. Il entre en jeu ce jour-là et son équipe s'incline par un but à zéro. En décembre 2023, il est retenu dans la liste des vingt-sept joueurs cap-verdiens sélectionnés par Bubista pour disputer la Coupe d'Afrique des nations 2023.

## Palmarès
Sturm Graz
- Coupe d'Autriche (1) :
  - Vainqueur : 2022-23.